# Square (computerspelbedrijf)
Square Co. Ltd. (Japans: 株式会社スクウェア, Romaji: Kabushiki-gaisha Sukuwea) is een voormalige Japanse ontwikkelaar en uitgever van computerspellen, vooral bekend door hun RPG's. Het bedrijf werd opgericht door Masafumi Miyamoto in 1986.
In het begin had het bedrijf weinig succes. De spellen verkochten slecht en het bedrijf ging bijna failliet. In 1987 begon Hironobu Sakaguchi aan een spel genaamd Final Fantasy. De titel Final Fantasy werd gekozen omdat dit wellicht het laatste spel van het bedrijf ging zijn, en omdat de bedenker Hironobu Sakaguchi van plan was uit de industrie te stappen. Het spel verkocht uiteindelijk zeer goed en het bedrijf was gered.
De handelsnaam van het bedrijf was tussen 1992 en 2003 SquareSoft. Vaak werd de naam fout gebruikt om naar het hele bedrijf te verwijzen, maar de bedrijfsnaam bleef gewoon Square Co. Ltd.
Uiteindelijk smolt Square samen met Enix, een andere ontwikkelaar en uitgever in de spelindustrie. In april 2003 was de fusie voltooid en ging het bedrijf verder onder de naam Square Enix.

## Bekende spelseries
- Final Fantasy (gestart op de NES in 1987)
- SaGa (gestart op de Game Boy in 1989)
- Mana (in Japan getiteld Seiken Densetsu, gestart op de Game Boy in 1991)
- Chrono Trigger (gestart op de SNES in 1995)
- Front Mission (gestart op de SNES in 1995)
- Kingdom Hearts (samen met Disney gestart op de PlayStation 2 in 2002)